# Calyptranthes capitata
Calyptranthes capitata är en myrtenväxtart som beskrevs av George Richardson Proctor. Calyptranthes capitata ingår i släktet Calyptranthes och familjen myrtenväxter. IUCN kategoriserar arten globalt som sårbar.
Artens utbredningsområde är Jamaica. Inga underarter finns listade i Catalogue of Life.